# Jürgen Möllemann
Jürgen Wilhelm Möllemann (ur. 15 lipca 1945 w Augsburgu, zm. 5 czerwca 2003 w Marl) – niemiecki polityk, działacz Wolnej Partii Demokratycznej (FDP), deputowany do Bundestagu, w rządach Helmuta Kohla minister oświaty i nauki (1987–1991), minister gospodarki (1991–1993), wicekanclerz (1992–1993).

## Życiorys
Po maturze od 1966 studiował w Pädagogische Hochschule Westfalen-Lippe w Münster. Zdał państwowe egzaminy nauczycielskie I oraz II stopnia uprawniające do pracy w szkołach podstawowych i średnich. W 1962 wstąpił do Unii Chrześcijańsko-Demokratycznej. Z CDU odszedł w 1969, od 1970 należał do Wolnej Partii Demokratycznej. W 1975 został członkiem zarządu FDP w Nadrenii Północnej-Westfalii (przewodniczył partii w tym kraju związkowym przez kilkanaście lat), a od 1981 wchodził w skład zarządu federalnego partii. Był m.in. wiceprezesem FDP, łącznie przez około 20 lat kierował także stowarzyszeniem Deutsch-Arabische Gesellschaft. W 1972 po raz pierwszy wybrany do Bundestagu, w niższej izbie niemieckiego parlamentu zasiadał do 2000.
W latach 1982–1987 był sekretarzem stanu w resorcie spraw zagranicznych. Następnie do 1991 pełnił funkcję ministra oświaty i nauki. W 1991 przeszedł na urząd ministra gospodarki, a w 1992 dodatkowo zastąpił Hansa-Dietricha Genschera na stanowisku wicekanclerza. Z funkcji rządowych ustąpił w 1993 w związku ze sprawą zwaną „Briefbogenaffäre”. Ujawniono wówczas, że minister aktywnie wspierał przedsiębiorstwo produkujące plastikowe żetony do wózków w supermarketach, które należało do jego krewnego.
W 2000 opuścił Bundestag w związku z wyborem do landtagu NRW, gdzie stanął na czele frakcji poselskiej FDP. W 2002 zrezygnował z wszystkich stanowisk partyjnych, a w 2003 wystąpił ze swojego ugrupowania.
5 czerwca 2003 został pozbawiony immunitetu, a organy ścigania wszczęły wobec niego postępowanie w sprawie o nadużycia finansowe, przystępując do przeszukań w jego biurach i mieszkaniach. Tego samego dnia Jürgen Möllemann zginął, wykonując skok ze spadochronem. Śledztwo w sprawie jego śmierci wykluczyło udział osób trzecich. Nie udało się natomiast jednoznacznie ustalić, czy polityk popełnił samobójstwo, czy też doszło do wypadku.